# Rachid Troudi
Rachid Troudi, né le 19 mars 1943 à Tunis, est un footballeur tunisien.
Il rejoint le Club africain dès son jeune âge et s'y fait remarquer par l'entraîneur Fabio Roccheggiani. Il remporte la coupe de Tunisie juniors en 1961 en marquant l'un des deux buts de la victoire contre l'Union sportive tunisienne puis récidive en 1962 en marquant les deux buts de la victoire contre le Club sportif de Hammam Lif. Il rejoint l'équipe première en 1962 pour y jouer jusqu'en 1967. Il évolue durant toute sa carrière au poste d'attaquant.
C'est le premier joueur tunisien à émigrer vers la Libye : il joue au sein d'Al-Ittihad Tripoli, avec lequel il remporte un titre de champion de Libye, de 1967 à 1970.

## Palmarès
- Champion de Tunisie : 1964
- Vainqueur de la coupe de Tunisie : 1965
- Championnat de Tunisie juniors : 1961, 1962
- Championnat de Libye : 1969